# Saint-Thiébaud
Saint-Thiébaud település Franciaországban, Jura megyében. Lakosainak száma 73 fő (2022. január 1.). Saint-Thiébaud Ivrey, La Chapelle-sur-Furieuse és Salins-les-Bains községekkel határos.

## Népesség
A település népessége az elmúlt években az alábbi módon változott:
| Lakosok száma | 61   | 67   | 70   | 64   | 69   | 62   | 58   | 66   | 70   | 73   |
|               | 1968 | 1982 | 1990 | 2006 | 2013 | 2015 | 2017 | 2019 | 2020 | 2022 |